# Kreuzerhöhungskirche (Kołobrzeg)

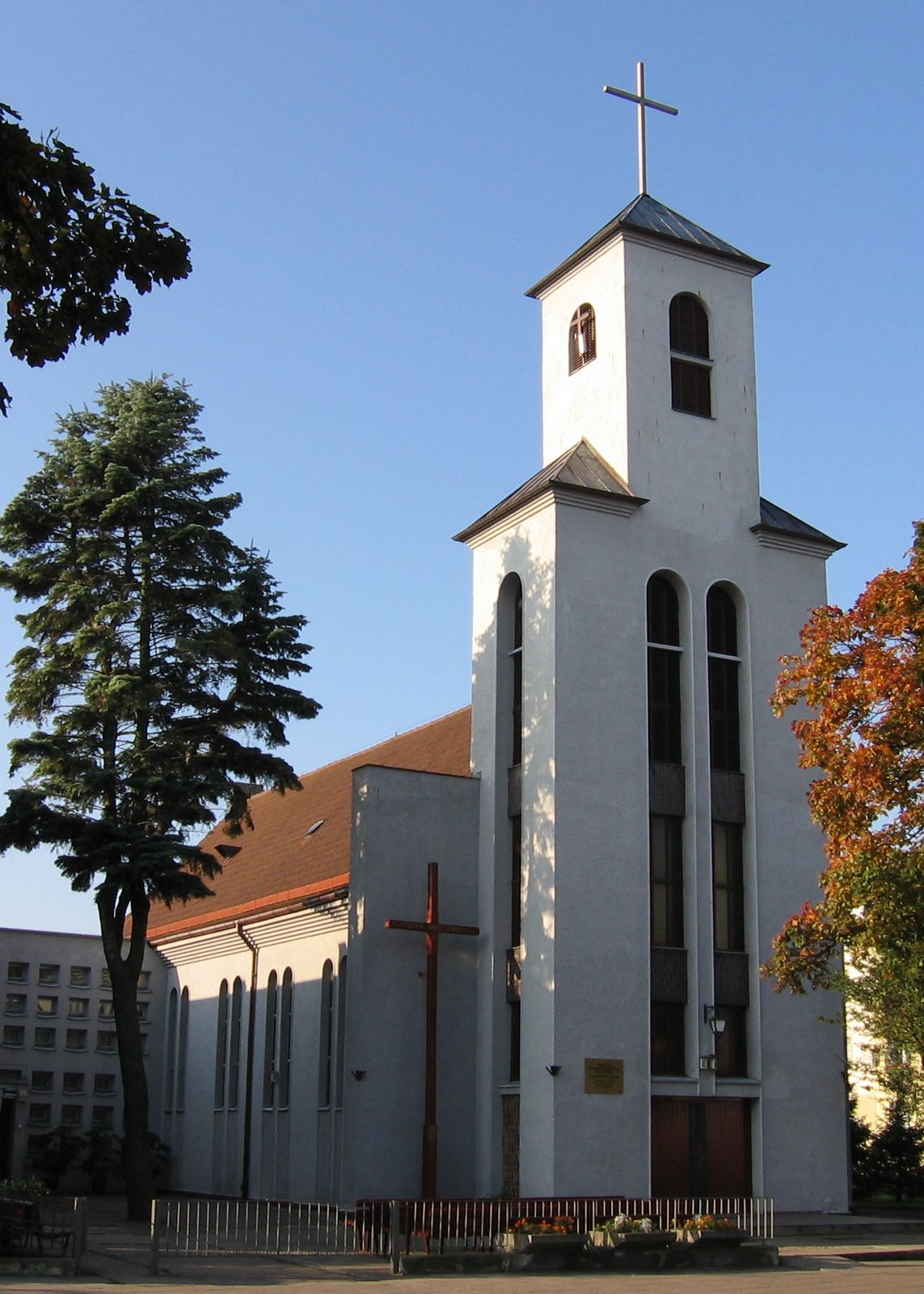
Kreuzerhöhungskirche

Die Kirche der Erhöhung des Heiligen Kreuzes (polnisch Kościół Podwyższenia Świętego Krzyża)  ist eine römisch-katholische Pfarrkirche in Kołobrzeg in der polnischen Woiwodschaft Westpommern. Sie wurde 1932 als evangelische Erlöserkirche in Kolberg gebaut.

## Geschichte
Der Bau der Kirche erfolgte auf Initiative des Superintendenten August Matthes. Den Entwurf schuf der junge Architekt Eberhard Holstein. Die Erlöserkirche wurde am 8. Mai 1932 geweiht. Sie hatte einen Altar, eine Kanzel, einen Taufstein und ein Harmonium. 1936 schnitzte der Domprediger Paul Hinz ein großes Kruzifix.
Die Kirche überstand den Zweiten Weltkrieg als eine von drei Kirchen in der Stadt (außerdem Dom und Garnisonkirche). 1948 wurde sie als katholische Filialkirche mit dem Patrozinium der Kreuzerhöhung neu geweiht. An ihr wirkten Franziskaner, die in der folgenden Zeit an der weiteren Instandsetzung des Gebäudes mithalfen.
1973 wurde die Kreuzerhöhungskirche zur Pfarrei erhoben. Im gleichen Jahr wurde an ihr ein Franziskanerkloster gegründet.
2019 wurden regelmäßig auch katholische Messen in deutscher Sprache angeboten.

## Architektur und Innenausstattung
Die Kirche ist ein moderner Bau mit Hauptschiff, Presbyterium und Turm.
Im Inneren ist das große Kruzifix von Paulus Hinz von 1936 wieder aufgestellt.
Die Orgel wurde 1965 von Ryszard Plenikowsky und Józef Adamczyk gebaut und hat 11 Register. 1973 wurde sie umgebaut und der Prospekt verändert.
Im Turm hängen drei Glocken.